# Gare de Pont-de-Lignon
Gare de Pont-de-Lignon – przystanek kolejowy w Beauzac, w departamencie Górna Loara, w regionie Owernia-Rodan-Alpy, we Francji.
Został otwarty w 1863 przez Compagnie des chemins de fer de Paris à Lyon et à la Méditerranée (PLM). Jest przystankiem kolejowym Société nationale des chemins de fer français (SNCF), obsługiwanym przez pociągi TER Auvergne i TER Rhône-Alpes.

## Położenie
Znajduje się na wysokości 477 m n.p.m., na km 97,865 linii Saint-Georges-d’Aurac – Saint-Étienne, pomiędzy przystankami Retournac i Bas-Monistrol.